# Wincenty Mucha

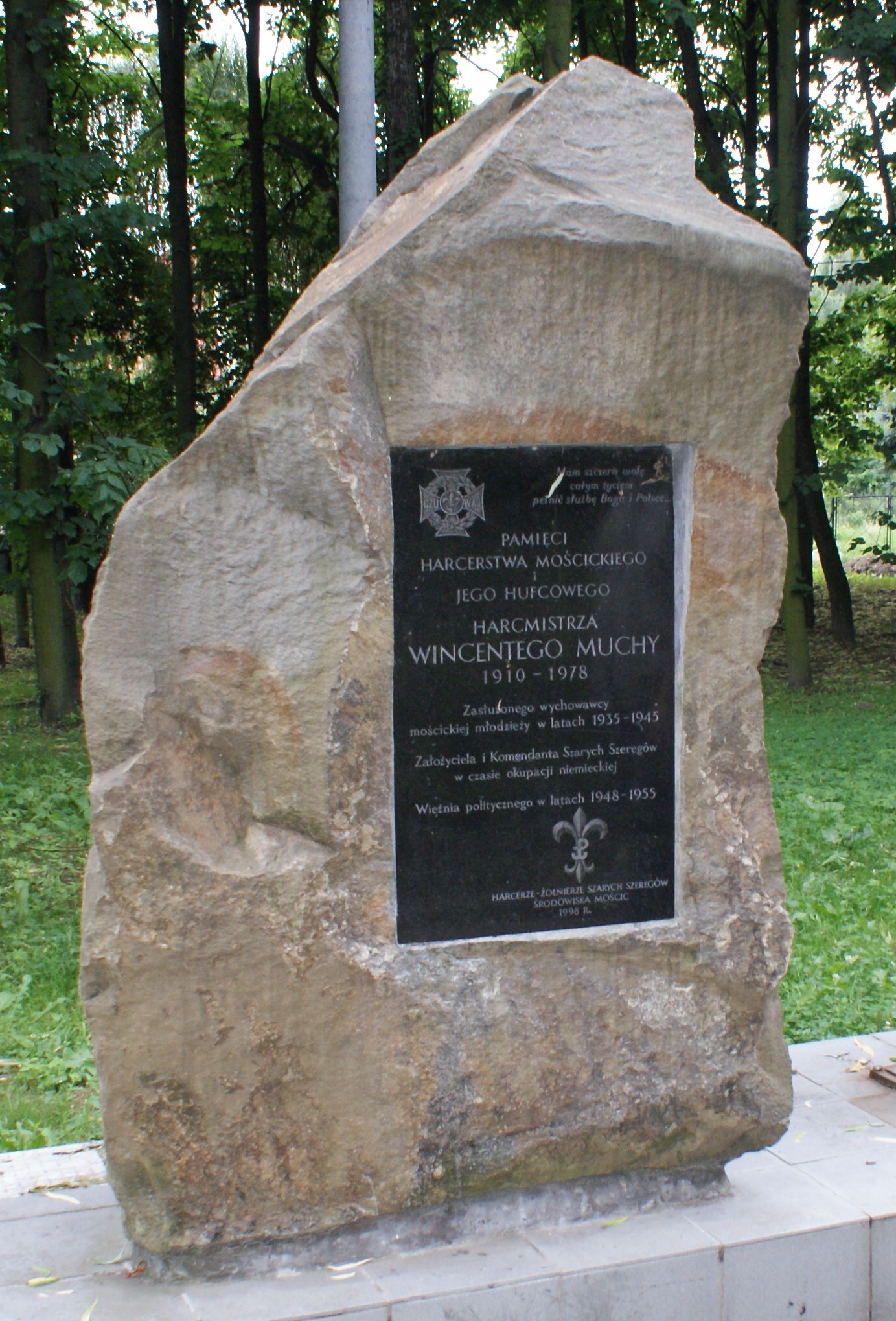
Pomnik hm. Wincentego Muchy w Tarnowie

Wincenty Mucha ps. Komar, Żmudziński, Ponury (ur. 11 lutego 1910 w Jaworznie, zm. 25 października 1978 tamże) − inżynier chemik, instruktor harcerski, harcmistrz, podczas II wojny światowej członek Szarych Szeregów, po wojnie członek organizacji wolnościowej "Wolność i Niezawisłość".

## Życiorys
Pochodził z górniczej rodziny wielodzietnej, zamieszkałej w Jaworznie. Miał trzynaścioro rodzeństwa, którym zajmowali się rodzice - matka Anastazję i ojciec Wincenty. Ojciec jednak w młodym wieku zmarł po wypadku w kopalni. Sytuacja materialna rodziny była ciężka. Mimo tego Wincenty Mucha podjął trud nauki i ukończył Wyższą Szkołę Przemysłową w Krakowie, po czym znalazł zatrudnienie w "Azotach" w Jaworznie. Pracował tam w charakterze laboranta. W tym czasie zaczęła się również jego przygoda z harcerstwem. Następnie został przeniesiony służbowo do Państwowej Fabryki Związków Azotowych w Mościcach. Jeszcze w tym samym roku objął funkcję drużynowego I Drużyny Harcerskiej im. płk Leopolda Lisa-Kuli. Dzięki działaniom na rzecz społeczności mościckiej, zyskał dużą popularność, a w ciągu czterech kolejnych lat powstały tam dwie nowe drużyny harcerskie i trzy gromady zuchowe. W 1937 r. został hufcowym Samodzielnego Hufca Harcerskiego w Mościcach. 
Bezpośrednio przed wybuchem wojny, w sierpniu 1939 r. zorganizował Hufiec Pogotowia Wojennego, którego został komendantem. Podczas okupacji hitlerowskiej zaangażował się w działalność konspiracyjną, w listopadzie nawiązał kontakt z organizacją wojskową Orła Białego w Krakowie, a w grudniu został zaprzysiężony i skierowany do konspiracyjnej pracy na odcinku harcerskim. W marcu 1940 r. zorganizował w Mościcach dwa pierwsze zastępy Szarych Szeregów, których liczebność w krótkim czasie wzrosła do ponad 100 osób. Hm. Wincenty Mucha, pseud. "Komar", "Żmudziński", "Ponury", został mianowany komendantem Szarych Szeregów i utrzymywał stałe kontakty z przedstawicielami tej organizacji w Warszawie, Krakowie, Bochni, Brzesku, Dąbrowie Tarnowskiej, Dębicy, Jaśle i Krośnie. W kręgu jego działania było ponad 600 członków Szarych Szeregów. Ściśle współpracował z placówką Armii Krajowej "Monika", zajmując się informacją i propagandą, kolportażem konspiracyjnych gazet oraz prowadzeniem szkoleń. Współdziałał w produkcji i transporcie materiałów wybuchowych na terenie fabryki. Pod koniec okupacji pełnił funkcję komendanta Ula "Smok" w Krakowie. Za całokształt ofiarnej, niebezpiecznej i skutecznej pracy konspiracyjnej został w 1943 r. odznaczony Srebrnym Krzyżem Zasługi z Mieczami.
Po zakończeniu wojny, unikając prześladowań ze strony Urzędu Bezpieczeństwa, wyjechał do Brzegu, gdzie znów włączył się w działalność harcerską i został pierwszym komendantem Hufca Brzeg. Pierwsze drużyny nosiły nazwy: "28 Dolnośląska Drużyna Harcerzy im. Zawiszy Czarnego" i "29 Dolnośląska Drużyna harcerzy im. Jana III Sobieskiego" Pracowała też gromada zuchowa którą prowadził dh. Mieczysław Chudy. Z inicjatywy Muchy pierwsi brzescy harcerze likwidowali niemieckie nazwy ulic i napisy na murach. Mucha pełnił również funkcję radnego Miejskiej Rady Narodowej i pracował jako dyrektor gazowni. W dniu 08.01.1948 r. został aresztowany pod zarzutem przynależności do organizacji Wolność i Niezawisłość i skazany przez sąd we Wrocławiu na podstawie art. 86 par. 2 KKWP na karę 8 lat więzienia z utratą praw publicznych i obywatelskich praw honorowych na 5 lat. Wyszedł na wolność w 1955 roku, po czym przeniósł się do rodzinnego Jaworzna. Zmarł tam 25 października 1978 roku.
Działalność Wincentego Muchy została upamiętniona przez społeczności harcerskie Tarnowa i Brzegu. W Tarnowie-Mościcach istnieje park jego imienia, w którym w 1998 roku odsłonięto pomnik-głaz, ufundowany przez żyjących członków Szarych Szeregów. W 1993 roku jego imię nadano jednej z ulic włączonej w granice administracyjne Tarnowa części Zbylitowskiej Góry. W Brzegu, z inicjatywy tamtejszej Komendy Hufca ZHP, 26 października 2000 roku został odsłonięty obelisk poświęcony harcmistrzowi Wincentemu Musze. Jego imieniem nazwano w 2017 ulicę w Jaworznie.